# テュイルリー宮殿
座標: 北緯48度51分50秒 東経2度19分34秒 / 北緯48.86389度 東経2.32611度
テュイルリー宮殿（テュイルリーきゅうでん、仏: Palais des Tuileries）は、17世紀から19世紀まで使用されていたフランス・パリ1区にあった宮殿。ルーヴル宮殿の西側に隣接する。また、チュイルリー宮殿とチュイリュリー宮とも表記される。

## 沿革

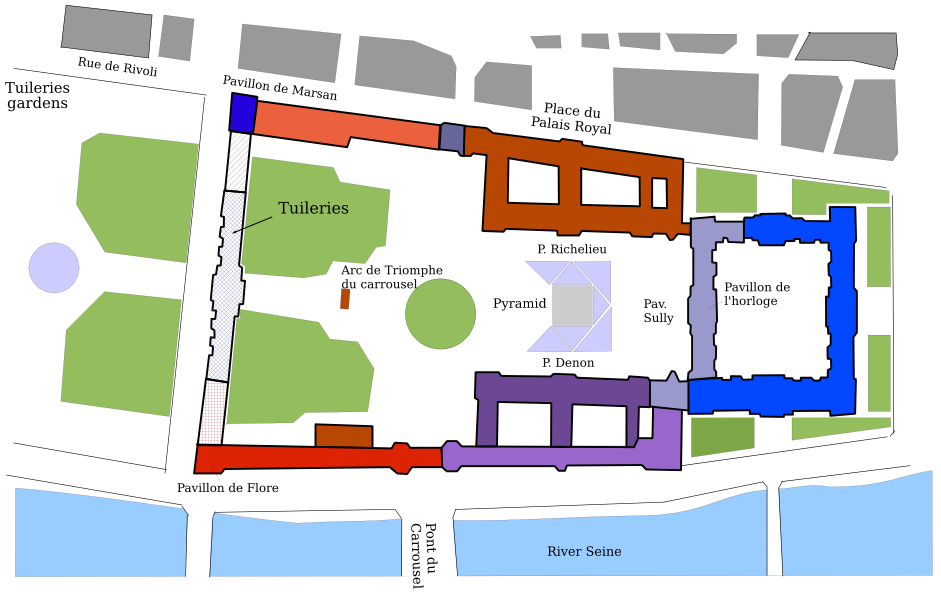
テュイルリー宮殿（白色部分）とルーヴル宮殿（着色部分）の配置

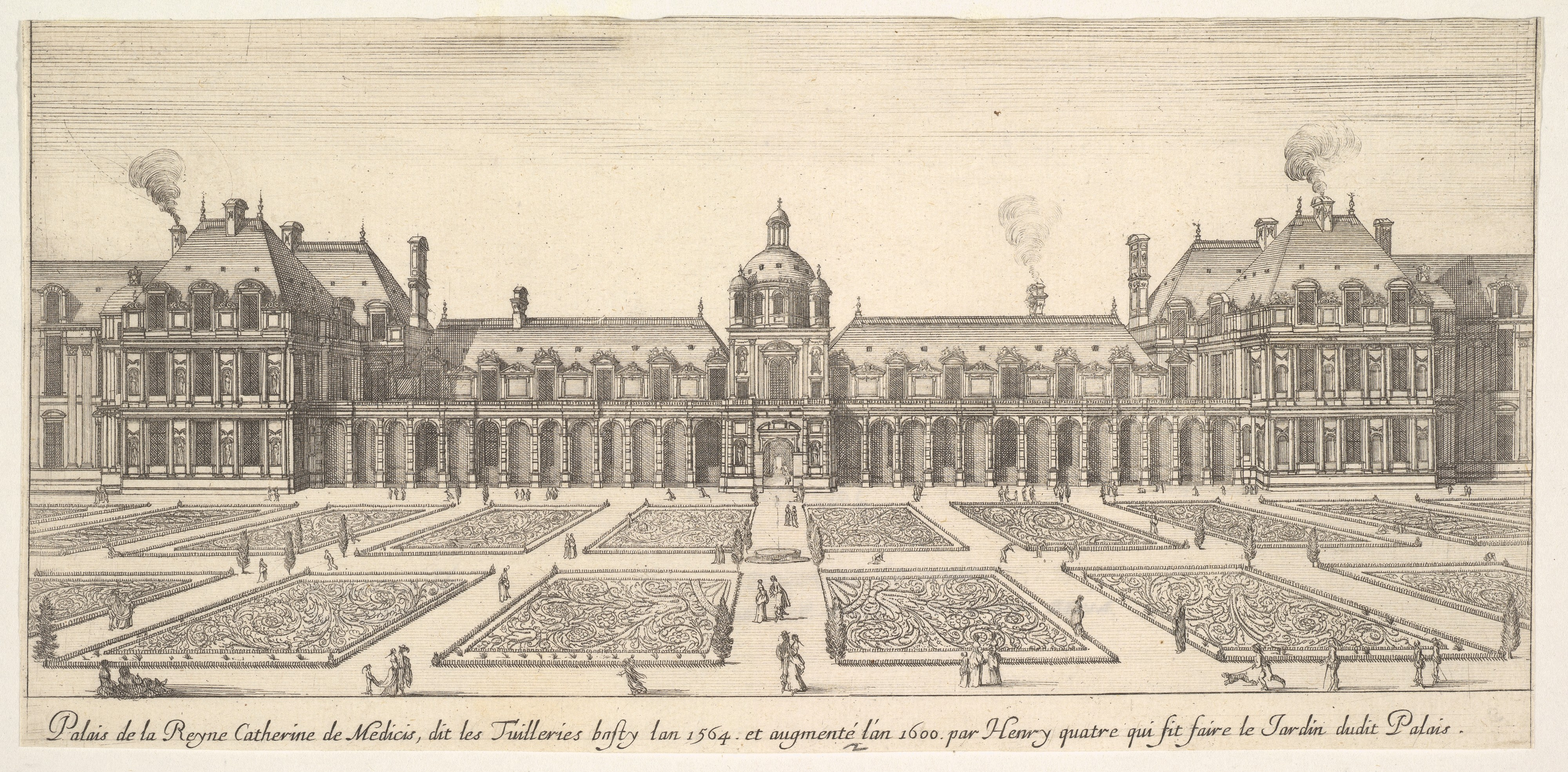
テュイルリー宮殿（1600年）

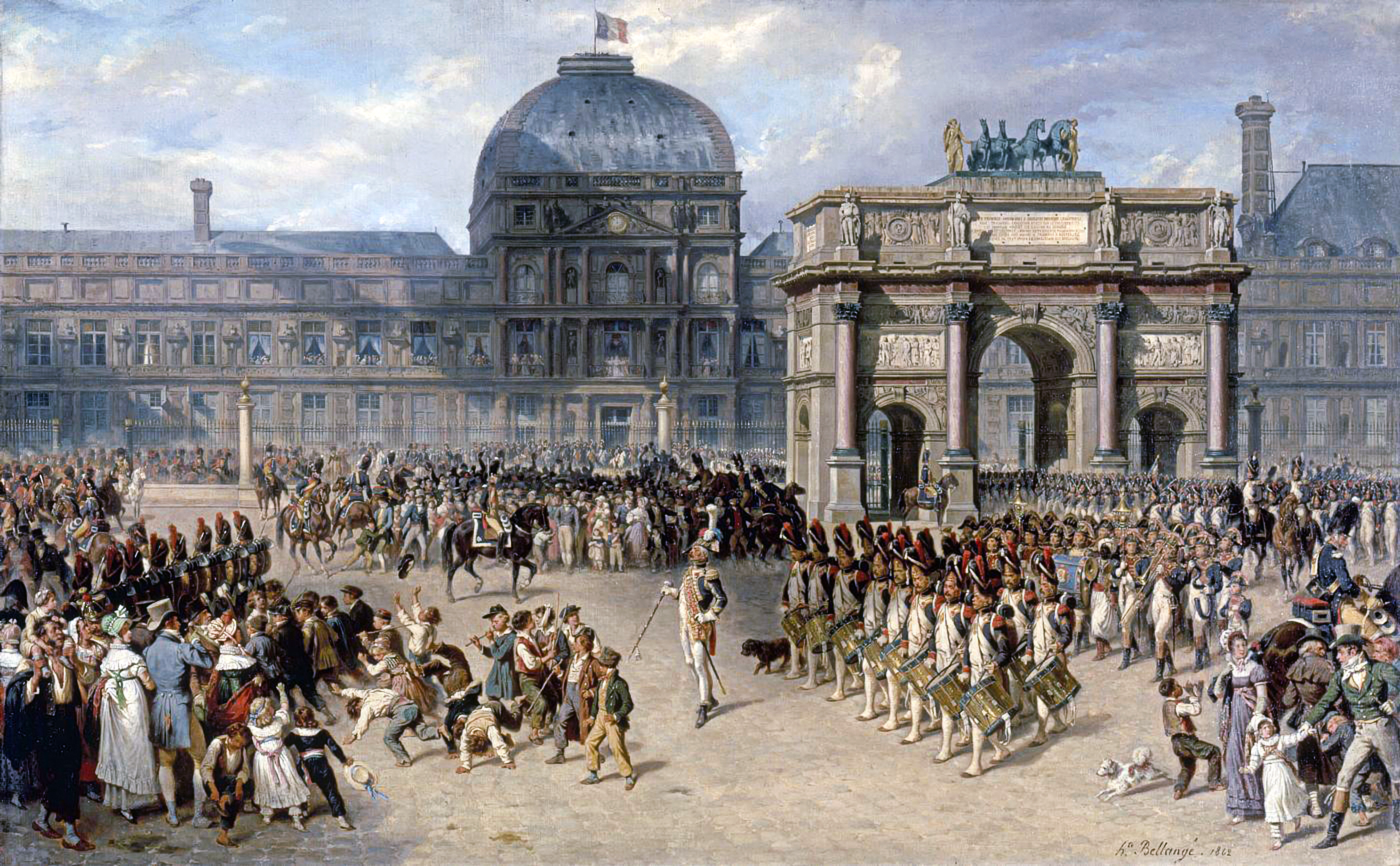
テュイルリー宮殿の正門であるカルーゼル凱旋門前での観兵式（1810年）、イポリット・ベランジェ画

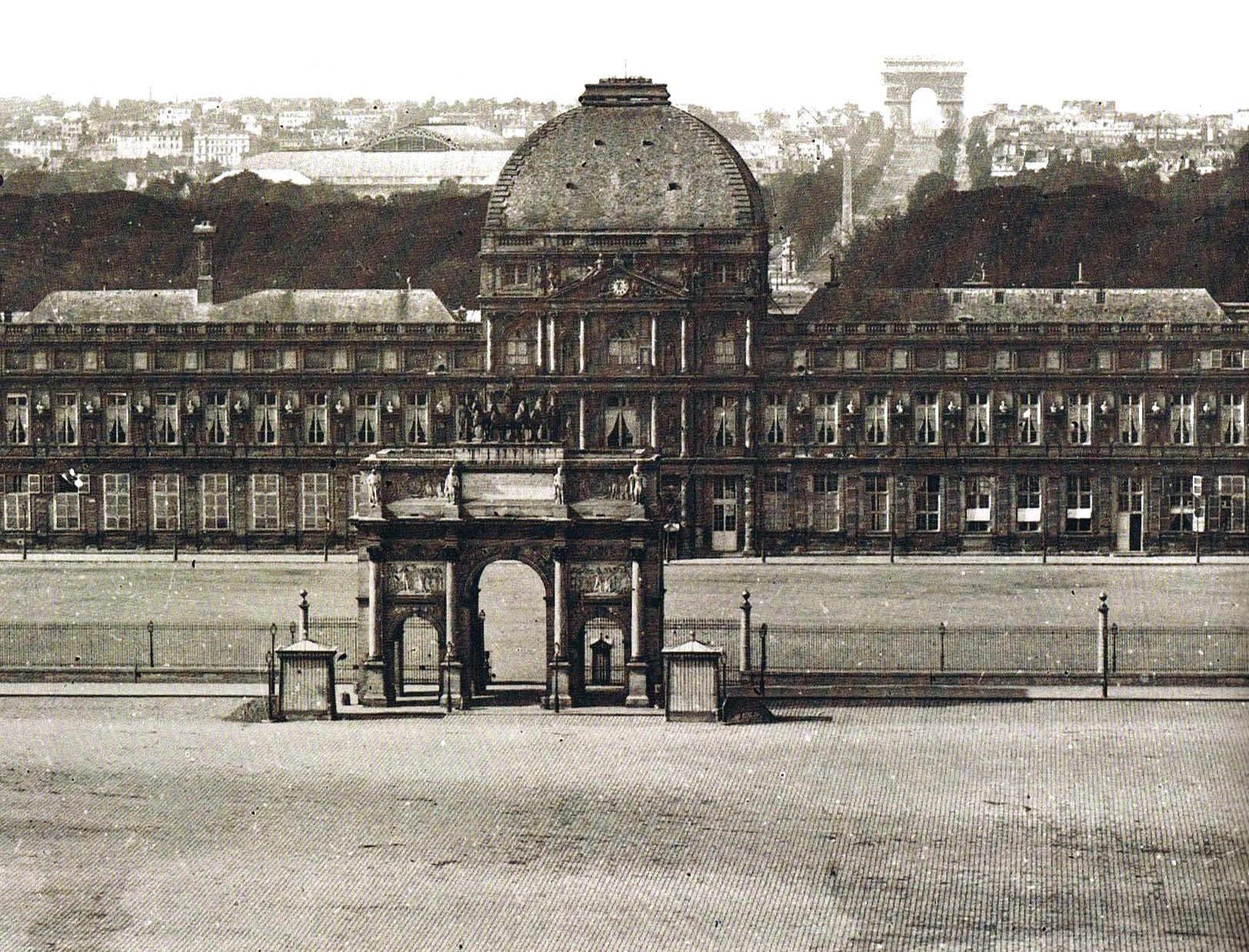
手前からカルーゼル凱旋門、テュイルリー宮殿、エトワール凱旋門（1860年）

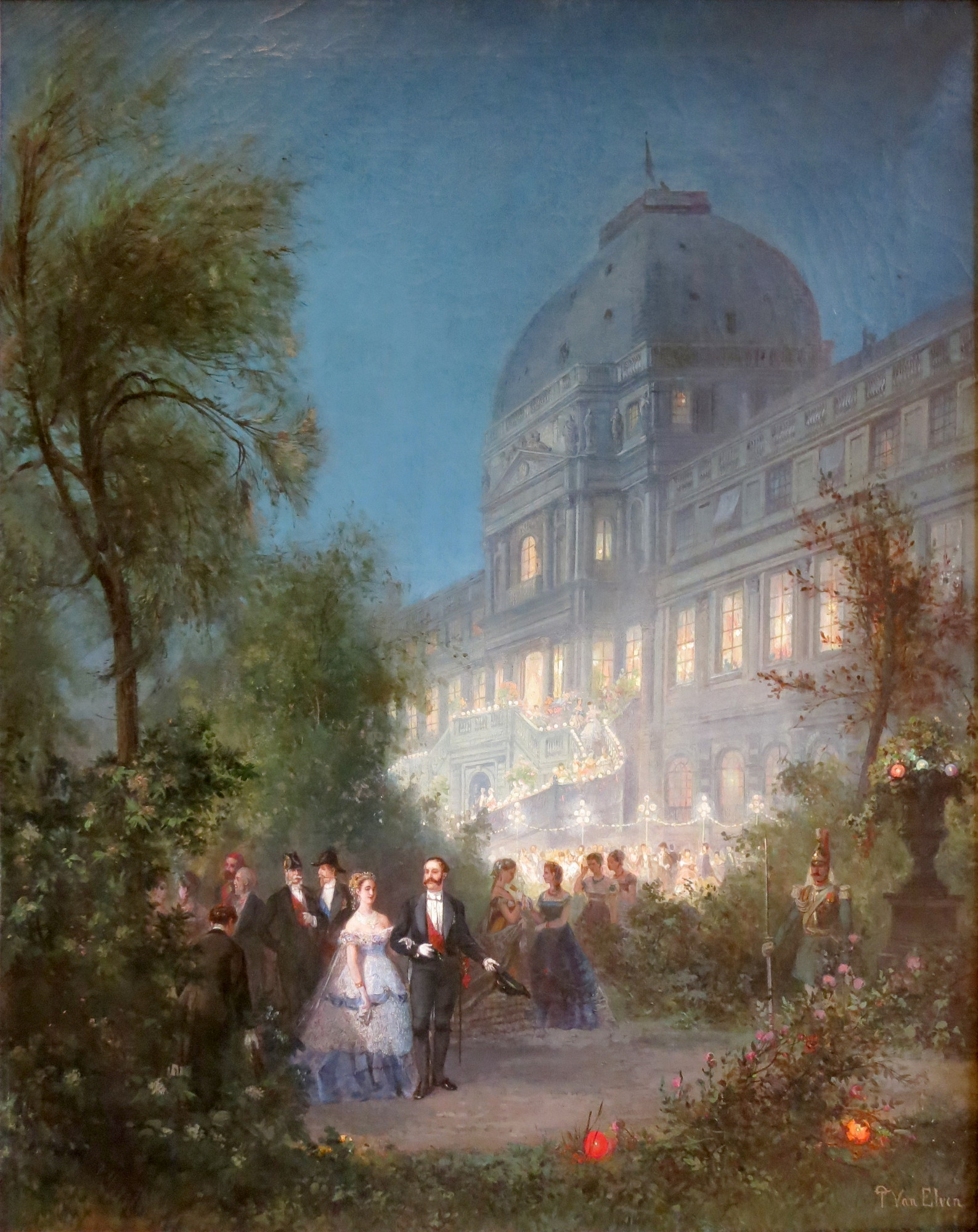
1867年6月10日、テュイルリー庭園での夜会に参加中の君主たち、ピエール・ファン・エルフン画

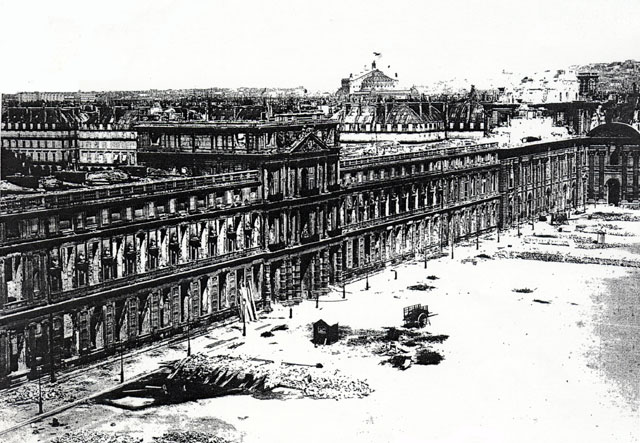
パリ・コミューンの戦いの混乱のさなか焼失したテュイルリー宮殿（1871年5月）

1563年に当時の摂政であった王母カトリーヌ・ド・メディシスが建造を命じ、フィリベール・ドゥ・ロルムの設計のもと、約100年の時を費やして完成した。
1664年にはルイ14世の命で、ヴェルサイユ宮殿の庭園なども手掛けたル・ノートルによって泉水や散歩道などが整備され、現代に残る庭園が作り上げられたが、1683年に王宮はヴェルサイユ宮殿に移る。ルイ15世は即位初のオルレアン公爵の摂政期にパリへ居所を移し、テュイルリー宮殿に滞在したが、1722年にヴェルサイユへ還宮し、宮殿は再び空くことになった。その後、芸術家らの社交の場として時々活用された。
テュイルリーに王室が戻るのは、フランス革命の最中であった。1789年10月のヴェルサイユ行進によりルイ16世とその一家はパリへ連行され、テュイルリー宮殿に留まることになった。パリ市街の真ん中に位置し、群衆の圧力にさらされすぎたと思ったルイ16世とマリー・アントワネット王妃はテュイルリーを嫌っていたため、パリ郊外のサン＝クルー城へしばらく移ったが、すぐにテュイルリーに戻ってきた。1791年6月21日、国王一家が国外脱出を試みてから逮捕されたヴァレンヌ事件を切っ掛けに、ブルボン朝の位相は大きく失墜された。同時期、憲法制定国民議会において1791年憲法が制定され、同年10月1日にはテュイルリー宮殿で立法議会が開催されることとなった。
1792年に8月10日事件が勃発し、ルイ16世が捕らえられたのちは、テュイルリーは国民公会や公安委員会の拠点として使用される。しかし、これら最急進的な革命政府も長くは続かず、ヴァンデミエールの反乱の後に成立した総裁政府は、政府機能をリュクサンブール宮殿などに移動させ、国民公会も二分され、上院にあたる元老会はテュイルリーに残り、下院にあたる五百人会はブルボン宮殿に移っていった。
1794年6月8日、ロベスピエールの主導でテュイルリー宮殿及びシャン＝ド＝マルス公園において最高存在の祭典が開催された。1799年の軍事クーデターにより統領政府が成立し、翌1800年1月19日にはナポレオン・ボナパルトがテュイルリー宮殿を自らの公邸とした（同様に1800-02年の間、パリ西部近郊マルメゾン城にも政府機能が置かれた）。1804年5月18日、ナポレオンはフランス皇帝に即位し、同年12月に戴冠を挙行することで、第一帝政が成立した。この時、ナポレオンの戴冠式を執り行うためにパリを訪れた教皇ピウス7世は、4ヵ月にわたりテュイルリーで住んだ。帝国政治の中心地であると皇宮として、テュイルリー宮殿は新古典主義の帝政様式で改装された。
ナポレオン戦争に伴いフランス帝国の対外遠征での勝利は、テュイルリー宮殿の室内を改善したり、飾ってくれた。1806年から1808年にかけて宮殿の正門であるカルーゼル凱旋門が建てられ、ルーヴル宮殿との境界を区切る塀も凱旋門を中心に設置されている。1809年には宮殿の北側に面したリヴォリ通りに沿ってルーブル宮殿と直結する回廊の建設に着手したが、これは第二帝政期までに完成されなかった。 
1810年4月2日、ナポレオンとマリー・ルイーズ皇后の結婚式を記念する祝宴が開かれ、翌1811年3月には夫妻間の唯一の子であるナポレオン2世が生まれた。対仏同盟軍がパリを占領した直後の1814年4月6日、ナポレオンは退位して同年5月3日にルイ18世がテュイルリーに入宮しながら、ブルボン朝が復活した。百日天下期にルイ18世はベルギーへ逃走しており、パリに帰還したナポレオンは主にエリゼ宮殿に滞在した。百日天下の後に再びブルボン朝が復活すると、宮廷のヴェルサイユへの復帰すら予想されたが、むしろルイ18世はテュイルリー宮殿に引き続いて居住することを決めた。中道的な国政路線を追求したルイ18世は大革命やナポレオンの治世が残した遺産との調和を図ったことから、アンシアン・レジームへの回帰を連想させるヴェルサイユへの復帰は不必要なものと見なされた。また、テュイルリー宮殿がナポレオンによる改装以来、完璧な状態を維持していたことも考慮された。
復古王政の下、テュイルリーの宮廷は大革命以前の厳格な礼法と位階秩序を回復した。ルイ18世の治世には国王が高齢で病気になり、宮廷は自粛する気流が強かったのに、彼は1824年9月16日に宮殿内の専用寝室で崩御した。ルイ18世は生前に王座を守った最後のフランス君主である一方、テュイルリー宮殿で臨終を迎えた唯一の国王であった。1830年7月、シャルル10世がサン＝クルー城で留まる中にパリでは七月革命が起きた。7月29日の市街戦に際しては一連の暴徒がテュイルリー宮殿に乱入し、家具や装飾品らを盗んだり、破損している。七月王政が成立すると、新しい国王ルイ・フィリップは直ちにテュイルリーで居住することを拒否したが、1831年2月の暴動で警護問題が提起され、王政の威信を高めようとするカジミール・ペリエ首相の勧告により、同年9月21日には家族と共にテュイルリーに入居した。「市民の王」を自任したルイ・フィリップは宮殿内の国王の専用空間を王族及び大臣と共有した。
1833年1月には「平和の間」と名付けられた舞踏会場が新設される。七月王政期のテュイルリー宮殿は復古王政期の落ち着いた雰囲気とは対照的に数千人の名士が集まる数多くの歓迎会、舞踏会、コンサートの中心地となった。「接待機構」へと変貌した宮殿に貴族、ブルジョア、国会議員、高位官僚、外国の貴賓が訪れた。ルイ・フィリップは多様な行事を通じて業績主義的な社会基調で特徴付けられたオルレアン家の統治に正当性を与え、統合の精神も誇示することを望んだ。王子らの部屋はロココ様式が加味され豪華に飾られており、父王よりエリート性向が強く、礼法を重視した王太子のフェルディナン公は自分の部屋で別の歓迎会を楽しんだ。
1848年の二月革命を迎え、テュイルリー宮殿は徹底的に略奪された。1852年1月、親衛クーデターにより帝位に就いたナポレオン3世は居所をエリゼ宮殿からテュイルリーに移し、翌1853年1月30日にウジェニー・ド・モンティジョとの結婚式を挙げた。第二帝政期にテュイルリーの宮廷は最も洗練された華やかさを享受した。1848年の略奪により損傷された室内を補修し、儀典の中心舞台である国賓室が造成された。第一帝政期に試みられた北側回廊の工事も再開され、ルーヴル宮殿と直結させながら、二つの宮殿は巨大な団地を形成することになる。カルーゼル広場前に乱立していた建物らも整備されることで、広場の規模が広がった。1855年8月にイギリスのヴィクトリア女王が訪れ、1867年6月にはパリ万国博覧会に出席した各国の君主や特使の歓迎会が開催されるなど、テュイルリー宮殿は外交の場としても重要な舞台であった。普仏戦争中には負傷兵を治療する臨時軍病院が設置された。
1871年5月23日、パリ・コミューンの鎮圧の最中にコミューン側の兵士が放火し、焼失した。
オテル・ド・ヴィル（パリ市庁舎）やルーヴル宮殿の一部などパリ・コミューン時に焼失した建物は外壁を再利用して逐次再建された。しかし、外壁のみの廃墟となったテュイルリー宮殿は再建可能な状態であったものの王政・帝政の遺物として撤去が決まり、反対運動の中1883年に外壁が解体された。現在では庭園（テュイルリー庭園、仏：Jardin des Tuileries）のみが残り、当時の面影を伝えている。

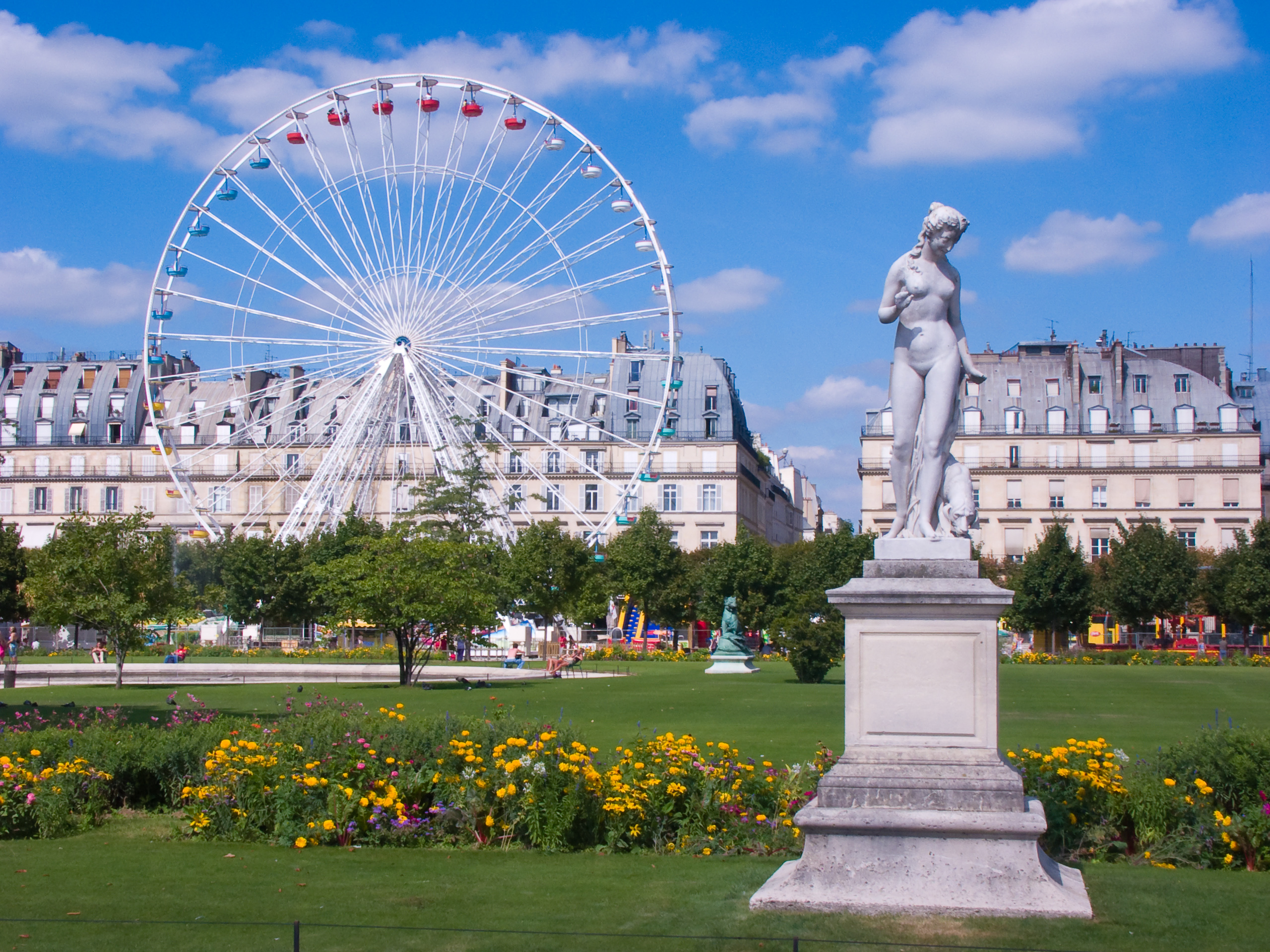
現在のテュイルリー庭園

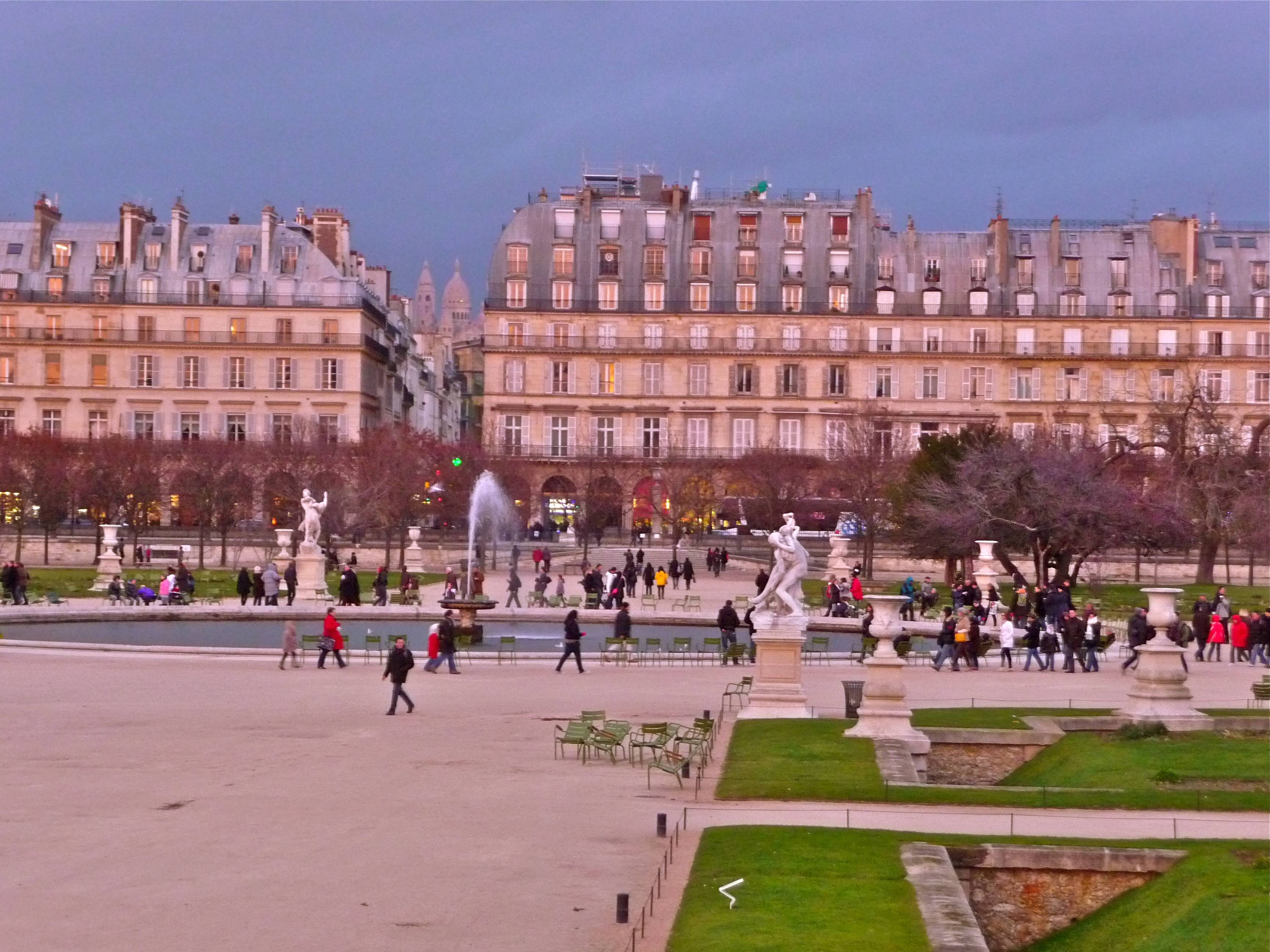
同上

## 再建計画
2003年、フランス政府はテュイルリー宮殿再建委員会を設置し、焼失した宮殿の再建計画を打ち出した。再建にかかる費用は約3億ユーロと推定され、税金は投入せず、全額を民間からの寄付で賄うとしている。再建後は、展示スペースが不足している隣接のルーヴル美術館から収蔵品の一部を移転し、展示を行うなどの活用方法が検討されているが、現在のパリの景観を崩してしまうという反対意見もあり、計画は棚上げ状態である。

## ギャラリー

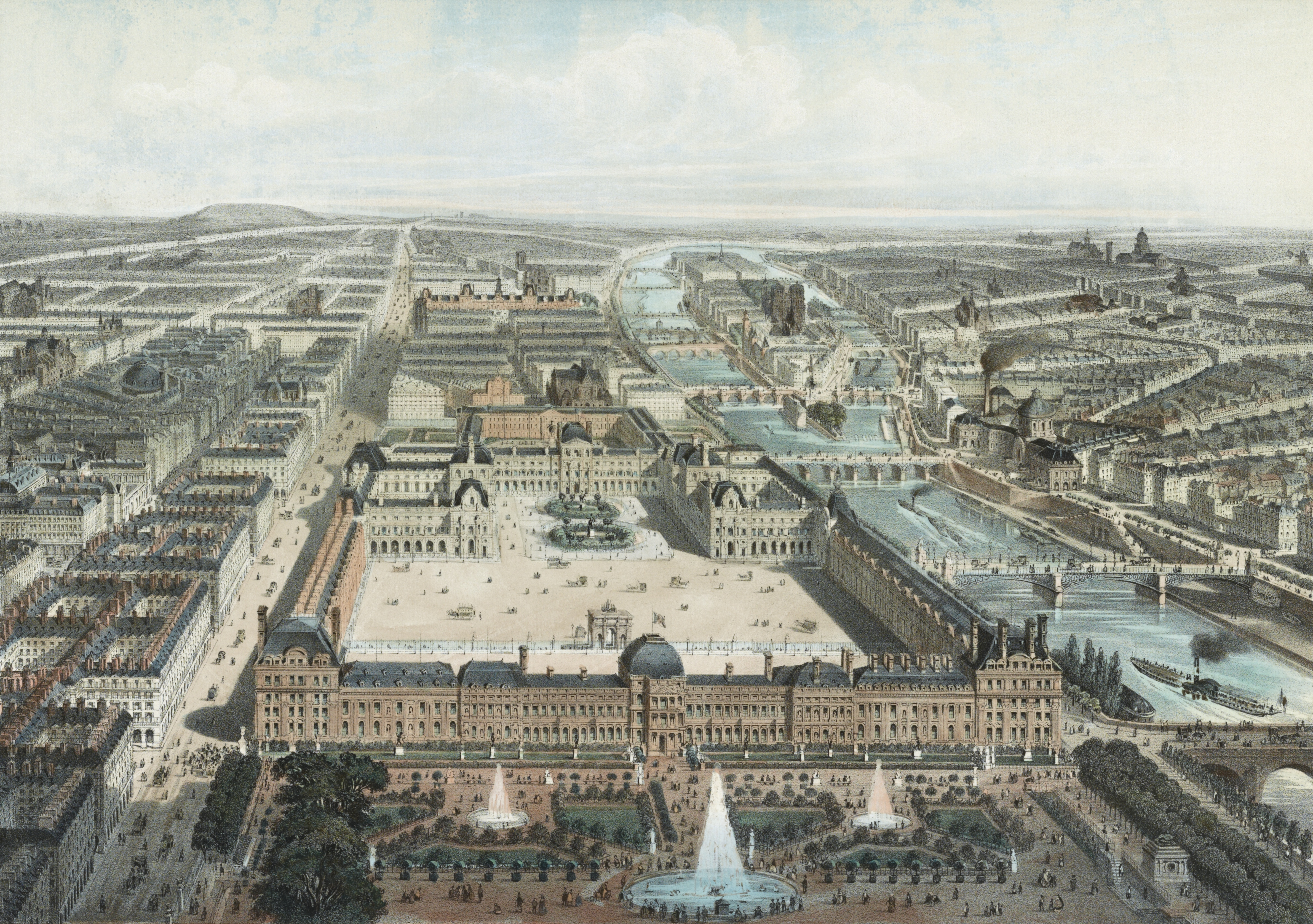
テュイルリー宮殿とその周辺 シャルル・フィショ画（1850年）
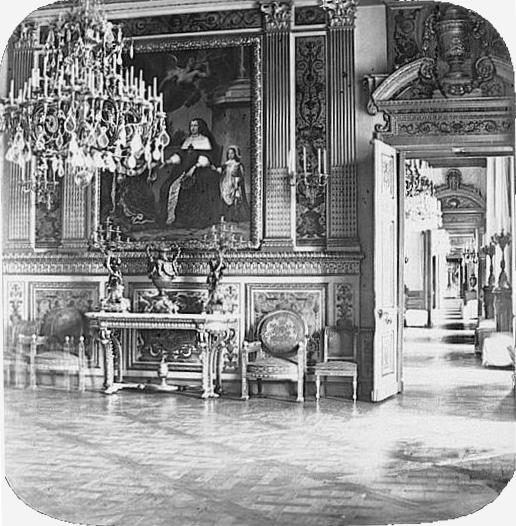
ルイ14世の間
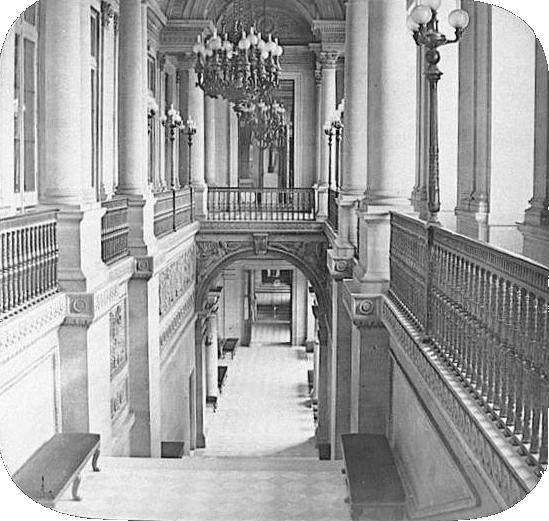
大階段
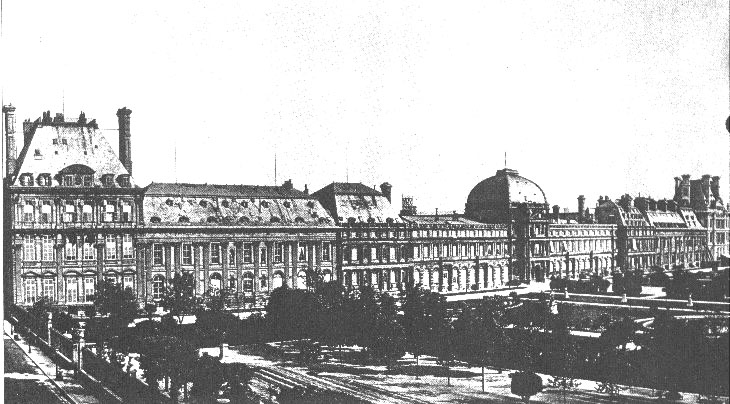
テュイルリー宮殿外観 第二帝政時代
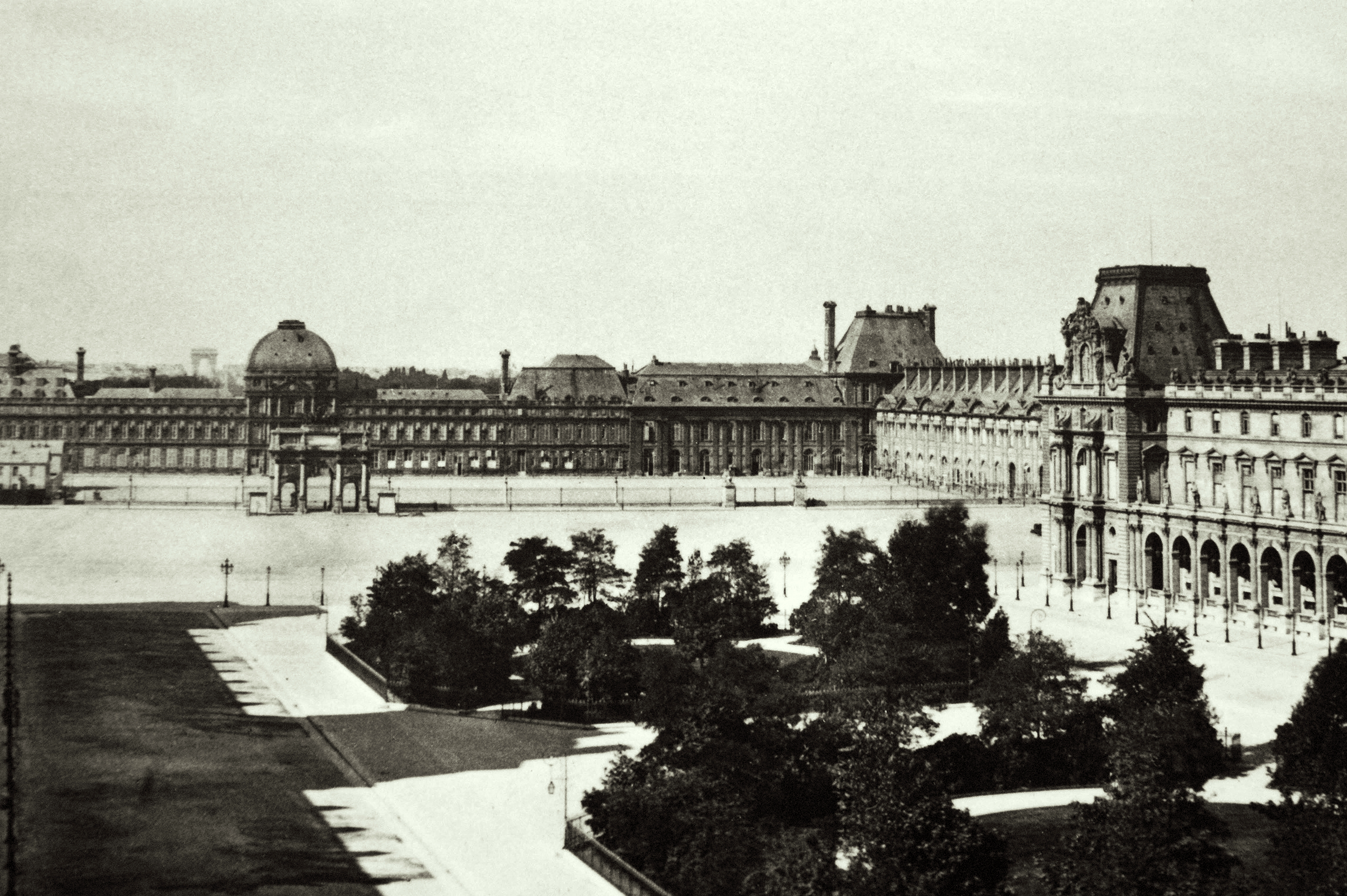
カルーゼル広場から眺めた全景 （1865年）